# Rosenergoatom
Rosenergoatom (en russe : РосЭнергоАтом) est le producteur russe d'électricité nucléaire soumis à l'autorité de l'Agence fédérale de l'énergie atomique (Rosatom). 
La compagnie a été créée le 7 septembre 1992 par un décret présidentiel portant sur l'organisation de la production des sites de production d'énergie nucléaire de la fédération de Russie.
Conformément à un nouveau décret du gouvernement russe en date du 8 septembre 2001, tous les sites nucléaires civils de Russie, ainsi que toutes les compagnies de service liées au nucléaire civil, ont été confiés à la responsabilité de Rosenergoatom.
Le 19 janvier 2007, le parlement russe a adopté une nouvelle loi portant sur les règles applicables aux rémunérations des dirigeants, sur les organisations qui utilisent l'énergie nucléaire, avec quelques changements sur les textes législatifs de la fédération russe, ce qui a permis la création de :
- Atomenergoprom, une compagnie holding rassemblant l'ensemble de l'industrie nucléaire civile russe :
  - l'exploitant-producteur : Rosenergoatom,
  - un fabricant-producteur du combustible : TVEL
  - une société de commerce de l'uranium : Techsnabexport (Tenex),
  - un constructeur d'équipements nucléaires : Atomstroyefeexport

Rosenergoatom exploite actuellement 10 sites de production nucléaire comportant 33 réacteurs. La compagnie projette de construire de nouveaux réacteurs et de porter ce nombre à 59 réacteurs d'ici 2030.

En ce qui concerne le traitement des déchets nucléaires (centrales, hôpitaux, etc.) l’entreprise Rosenergoatom a plusieurs partenariats avec différents pays européens, dont la France. Mais l’entreprise reste évasive sur ce traitement des déchets et l’administration Russe ainsi que Rosenergoatom ne parlent jamais officiellement de la façon dont ces déchets sont réellement traités. De nombreuses questions se posent.